# Kuchyně Velikonočního ostrova

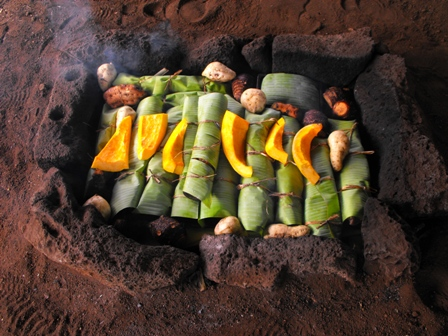
Příprava jídla v zemní peci, umu

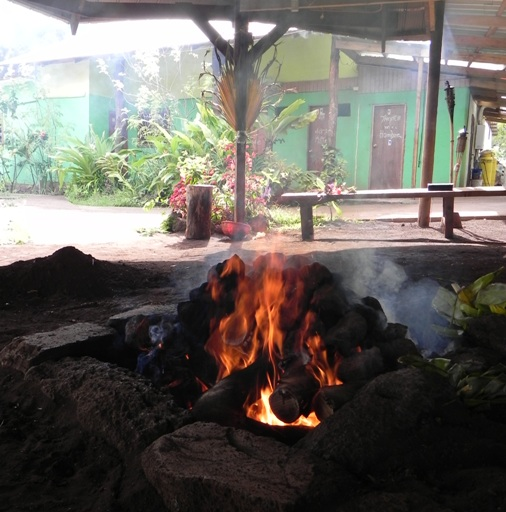
Příprava umu pae (zemní pece): hořící dřevo rozpálí kameny na kterých se připraví maso, zelenina a ovoce zabalené v palmových listech

Kuchyně Velikonočního ostrova (španělsky: Gastronomía de Isla de Pascua) neboli kuchyně Rapa Nui využívá suroviny a způsoby přípravy jídla které používali jednak místní domorodí obyvatelé – Rapa Nui, a také příchozí osadníci evropského původu.

## Ingredience
Polynésané, kteří na Velikonoční ostrov poprvé připluli, s sebou přivezli batáty, jamy, taro, banány a cukrovou třtinu. S nimi přivezli i slepice, které spolu se zemědělskými produkty a mořskými plody, jako jsou tuňák a další ryby, úhoř (koreh), chobotnice (heke), korýši či mořští plži (pipi), tvořily základ tradiční kuchyně. Tyto potraviny, spolu se surovinami které přinesli evropští osadníci, například nové druhy ovoce (ananas, guava, papája), vepřové a jehněčí maso, tvoří dnes hlavní stravu obyvatel Velikonočního ostrova. 

## Jídla
K tradičním jídlům patří umu: maso, mořské plody, ovoce a zelenina zabalené do banánovníkových listů, které se položí na rozžhavené kameny do umu pae (jednoduché zemní pece), překryjí se listy a nechají se několik hodin péct a zároveň dusit. V umu pae se také tradičně připravuje po'e – pudink z rozmělněných banánů, dýně, kokosu a mouky.
Dalším tradičním pokrmem je tunu ahi, ryba opečená na rozžhavených kamenech. K dalším oblíbeným jídlům také patří ceviche, původně peruánský pokrm připravený z na kousky nakrájené syrové ryby marinovaná ve šťávě z citrusů a ochucené chili, nebo vepřová a jehněčí žebra podávané s batáty, taro nebo maniokem. Místní podniky, zaměřené zejména na zahraniční turisty, též připravují pizzu a jiná mezinárodní jídla. 